# Tartuffe

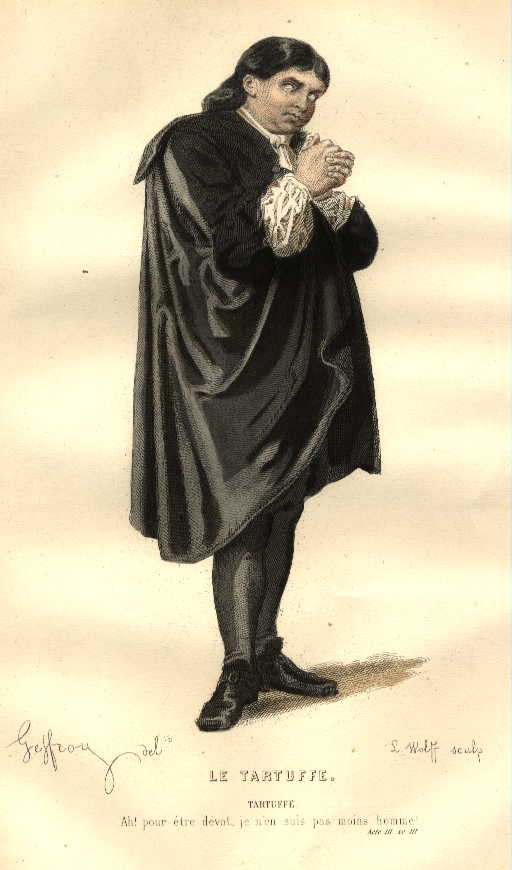
Tartuffe:Ik mag dan devoot zijn, daarom ben ik nog niet minder mens

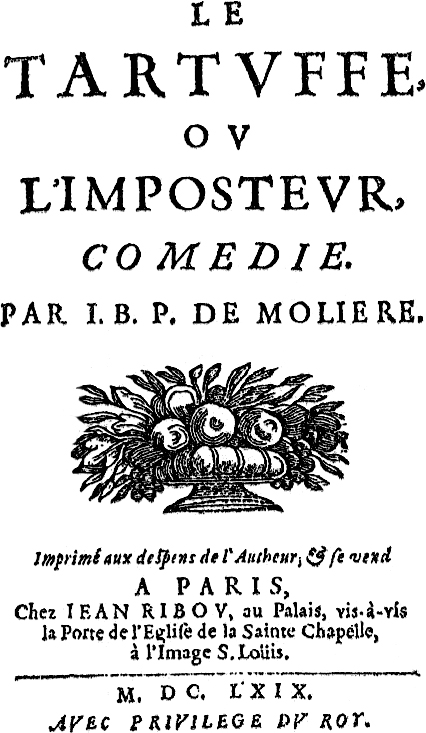
Tartuffe uitgave uit 1669 door Molière zelf

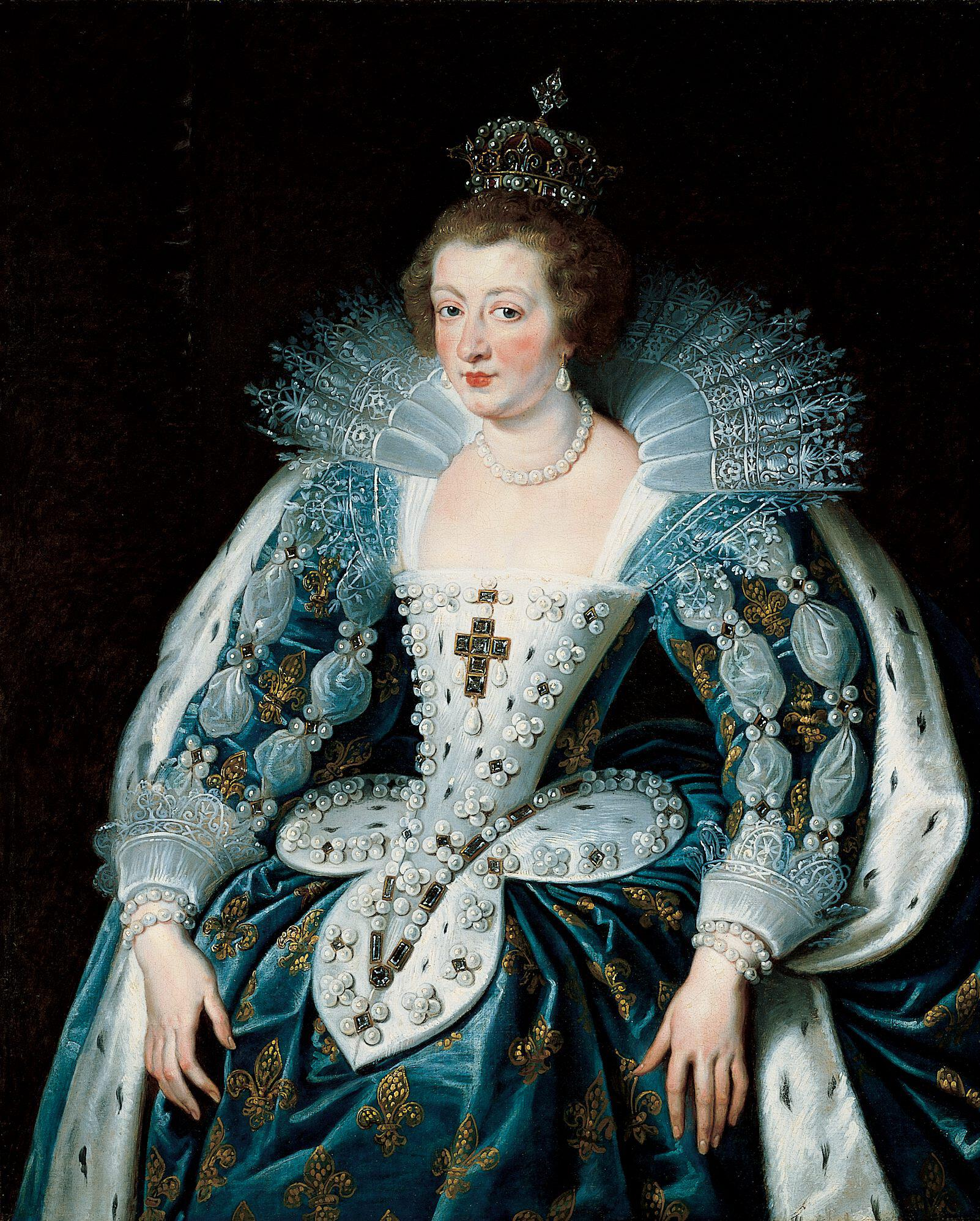
Anna van Oostenrijk wist de publicatie van Le Tartuffe jaren te vertragen

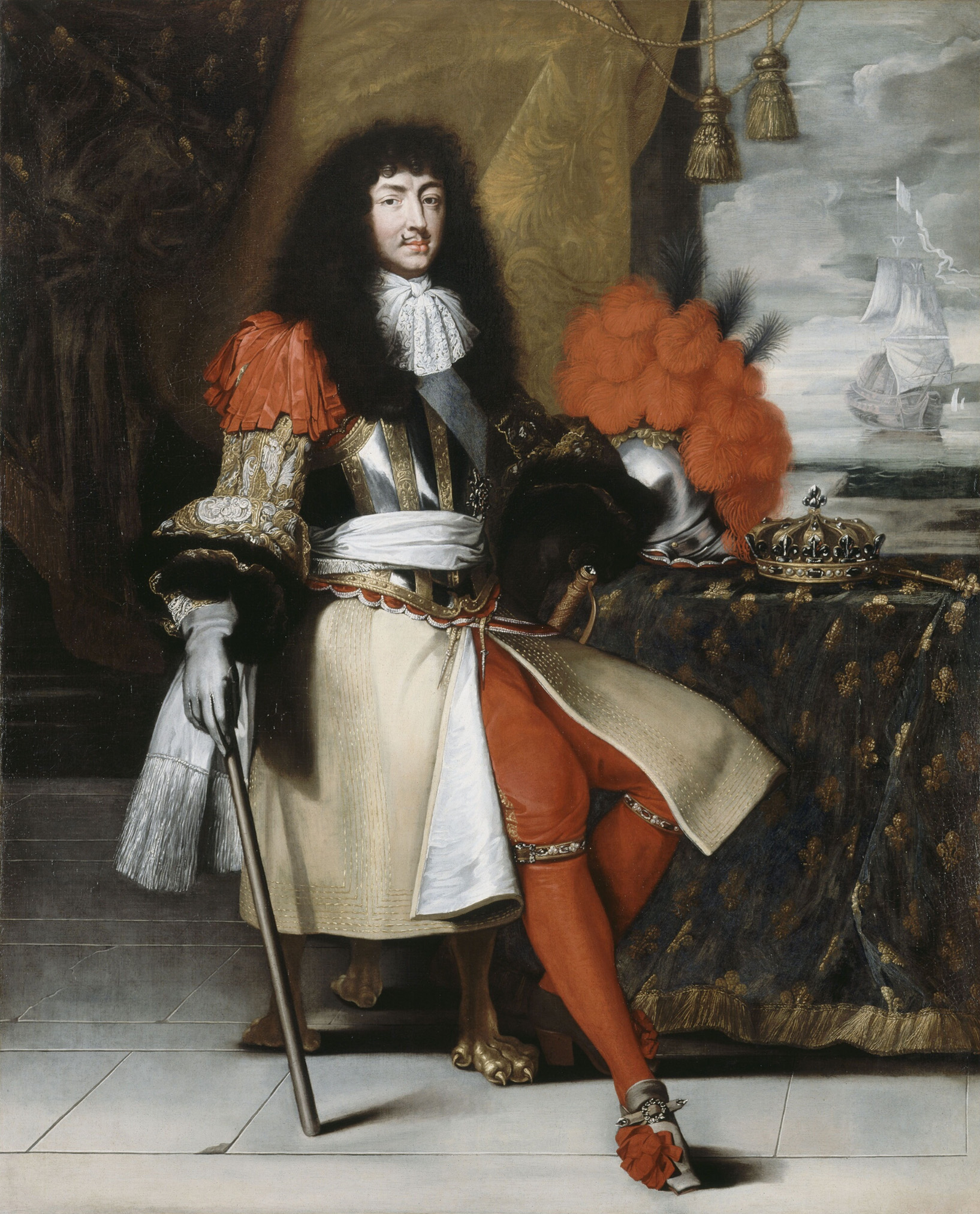
Lodewijk XIV geeft op 1 februari 1669 toestemming tot publicatie, drie jaar na overlijden van zijn moeder en 5 jaar na de eerste opvoering.

Tartuffe (Originele titel: Le Tartuffe ou l’Imposteur) is een komedie van Molière in 5 akten. De eerste versie - die slechts 3 akten telde - werd op 12 mei 1664 opgevoerd in het theater van het Palais Royal te Parijs. Het onderwerp was destijds een reactie op de opgang van de Compagnie du Saint-Sacrement.

## Samenvatting
Ondanks waarschuwingen van zijn schoonbroer Cléante en de dienstmeid Dorine, valt de goedgelovige en onhandige Orgon (met zijn moeder, Mevrouw Pernelle) voor de manipulatie van Tartuffe, die hem helemaal in zijn macht krijgt. Terwijl Orgon zijn dochter Mariane ten huwelijk aanbiedt – die al verloofd is met Valère – probeert Tartuffe ook Elmire – de vrouw van Orgon – te verleiden. Zoon Damis waarschuwt zijn vader, maar wordt niet geloofd, onterfd en uit het huis gezet.
Pas als Elmire haar echtgenoot via een list weet te overtuigen dat zijn blind vertrouwen wordt misbruikt (Orgon luistert mee onder de tafel terwijl Tartuffe zijn vrouw probeert te verleiden), zet Orgon de valse devote aan de deur. Maar dan is het eigenlijk al te laat. Tartuffe beschikt namelijk over schenkingspapieren en compromitterende brieven waardoor het huis van hem is.
Wanneer hij naar de koning stapt om zijn rechten te laten gelden, begaat Tartuffe echter een fatale vergissing. De koning blijft loyaal aan de getrouwen die hem eerder hebben gediend, vergeeft Orgon zijn misstap en arresteert Tartuffe.
- eerste acte

Het stuk begint met het beladen vertrek van Mevrouw Pernelle, moeder van Orgon, die teleurgesteld is en verontwaardigd om de levenswijze van haar kleinkinderen, schoondochter Elmire en de broer van Orgon's eerste vrouw. Deze akt begint al bij de chaos die Tartuffe gecreëerd heeft in deze kleinburgerlijke familie. Alleen Orgon en zijn moeder staan achter Tartuffe; de anderen verdenken hem er (terecht) van hypocriet te zijn. 
Vervolgens komt Orgon op. Emotioneel vertelt hij Cléante over zijn eerste ontmoeting met Tartuffe en vraagt hoe het nu met hem is. Cléante maakt zich echter zorgen over het huwelijk van Mariane en Valère. 
- tweede acte

Eigenlijk wil Orgon zijn belofte aan Valère breken en zijn dochter Mariane met Tartuffe laten trouwen, hoewel Mariane dit zelf niet wil. Dit nieuws veroorzaakt ruzie tussen beide jonge geliefden, een ruzie die snel wordt opgelost door de dienster Dorine, die een plan heeft om de rust in het huis te herstellen door Tartuffe buiten te zetten.
- derde acte

Tartuffe probeert Elmire te verleiden. Damis hoort vanuit een aangrenzend vertrek het gesprek tussen hen en waarschuwt zijn vader. Maar Damis wordt niet geloofd, doordat Tartuffe uitstekend de vermoorde onschuld kan spelen. In plaats daarvan wordt Damis ervan beschuldigd Tartuffe zwart te maken, onterfd en uit het huis gezet.
- vierde acte

Ondanks de protesten van zowel Cléante als Mariane probeert Orgon het huwelijk tussen Tartuffe en zijn dochter te bespoedigen. Cléante dringt er bij Tartuffe tevergeefs op aan te bemiddelen bij de verzoening tussen Damis en Orgon. Tartuffe trapt in de list van Elmire en Orgon ontdekt dat niet zijn zoon, maar Tartuffe de bedrieger is.
- vijfde acte

Alleen Mme Pernelle gelooft nog in de goedheid van Tartuffe. Om zijn schenkingspapieren te verzilveren, eist Tartuffe de arrestatie van Orgon, als verrader van de koning; hij is in handen gekomen van een stel brieven die een vogelvrij verklaarde vriend aan Orgon heeft geschreven. De deus ex machina keert echter prompt de rollen om. Als beloning voor eerder geleverde diensten vergeeft de koning Orgon de compromitterende briefwisseling, verklaart de schenkingspapieren nietig en laat Tartuffe arresteren voor eerder begane misdaden.

## Rollen
- Huisvader Orgon, die vervalt in blinde verering voor Tartuffe, een door hem uit de goot opgeraapte geloofsfanaticus.
- Tartuffe intrigeert er lustig op los en lijkt eerder uit op de vrouw des huizes, dan op een plaatsje in het hiernamaals.

Naast Tartuffe en Orgon spelen andere personages ook een belangrijke rol:
- Elmire, Orgons vrouw, spant de valstrik voor Tartuffe die Orgon doet inzien dat Tartuffe een bedrieger is.
- Dorine, de schoonmaakster, die Orgon met alle middelen wil beschermen tegen het bedrog van Tartuffe.
- Mariane en Damis, zijn kinderen. Orgon wil Mariane uithuwelijken aan Tartuffe maar dat ziet zij niet zitten. Reden hiervoor is haar verloofde Valère die op het einde Orgon nog probeert te behoeden voor een totale ondergang.
- Madame Pernelle, Orgons moeder en even blind voor het geveins van Tartuffe.
- Cléante, zijn zwager, is een vrijdenker. Als lid van deze beweging binnen het humanisme ondervond hij veel tegenstand van zijn huisgenoten, op een onbeleefde, zelfs spottende manier. Als vrijdenker zoekt Cléante met een nuchtere geest een oplossing voor het probleem.

| Acteurs en actrices die de rollen creëerden                       |                      |
| Personage                                                         | Acteur of actrice    |
| Madame Pernelle, moeder van Orgon                                 | Louis Béjart         |
| Orgon, echtgenoot van Elmire en zoon van Madame Pernelle          | Molière              |
| Elmire, echtgenote van Orgon                                      | Armande Béjart       |
| Damis, zoon van Orgon en broer van Mariane.                       | André Hubert         |
| Mariane, dochter van Orgon, zus van Damis en minnares van Valère. | Mademoiselle de Brie |
| Valère, minnaar van Mariane                                       | Charles Varlet       |
| Cléante, schoonbroer van Orgon                                    | La Thorillière       |
| Tartuffe, valse vrome                                             | Du Croisy            |
| Dorine, dienster van Mariane                                      | Madeleine Béjart     |
| Monsieur Loyal, sergeant                                          | Mademoiselle de Brie |
| hoge ambtenaar                                                    |                      |
| Flipote, dienster van Madame Pernelle                             | Phlipote             |

## Betekenis
Dit stuk behandelt reële onderwerpen die op zich nauwelijks amusant zijn: schijnheiligheid, hypocrisie (het allerbelangrijkste thema) en religie maar ook tirannie, egoïsme en wat tegenwoordig seksisme heet. De humor ligt vooral in de context waarin men grote woorden als zonde, hel, verleiding, devotie, vergiffenis, liefdadigheid, geweten en zegening hanteert. Molière levert in de eerste plaats gewaagde kritiek op de clerus en dan met name op de Compagnie du Saint-Sacrement, een geheime religieuze orde van "devoten" opgericht in 1627, waarvan ook koningin-moeder Anna van Oostenrijk lid was. De meest godsdienstige personen in het stuk - Orgon en Mme Pernelle - zijn tevens het meest naïef.
Voor het personage van de naïeve Madame Pernelle moet de auteur de koningin-moeder in gedachten hebben gehad, terwijl de koning via zijn vertegenwoordiger model stond voor de deus ex machina die het verhaal tot een goed einde brengt. Het personage van Tartuffe zelf was volgens Saint-Simon en Choisy gebaseerd op Gabriel de Roquette (1624-1707), later bisschop van Autun.

## Opvoeringen
In mei 1664 werd het stuk aan de koning voorgelegd, waarna de dévotes zeer verontwaardigd reageerden. De Compagnie du Saint-Sacrement, die in het stuk een aanval op de godsdienst zag, slaagde er dankzij haar invloed aanvankelijk in het stuk te verbieden. In augustus 1667 probeerde Molière het stuk opnieuw te presenteren onder de naam Panulphe ou l’Imposteur, maar ook deze versie werd verboden en de aartsbisschop van Parijs, Hardouin de Péréfixe de Beaumont, dreigde zelfs met de excommunicatie van iedereen die zou proberen het stuk op te voeren of ernaar te kijken. Op 1 februari 1669, bijna vijf jaar na de eerste opvoering op 12 mei 1664 en bijna drie jaar na het overlijden van de koningin-moeder op 20 januari 1666, werd het stuk uiteindelijk definitief door de koning goedgekeurd.
Hoewel koning Lodewijk XIV Molière en zijn gezelschap in het algemeen carte blanche gaf, zag de auteur zich genoodzaakt het stuk minder scherp te maken, tot de huidige versie uit 1667, die uiteindelijk in 1669 in eigen beheer werd uitgegeven.

## Verfilming
- 1984: Le Tartuffe, Franse film van Gérard Depardieu, met Gérard Depardieu (Tartuffe), François Périer (Orgon), Yveline Ailhaud (Dorine), Paule Annen (Madame Pernelle), Paul Bru (Hoge ambtenaar), Elisabeth Depardieu (Elmire), Dominique Ducos (Flipote), Noureddine El Ati (Laurent), Bernard Freyd (Cléante), Hélène Lapiower (Marianne)